# 1428: Shadows over Silesia
1428: Shadows over Silesia là tựa game hành động phiêu lưu kỳ ảo đen tối sắp tới do KUBI Games phát triển lấy bối cảnh trong Chiến tranh Hussite.

## Phát triển
1428: Shadows over Silesia được công bố vào ngày 18 tháng 2 năm 2020 sau khi dự án rời khỏi giai đoạn tiền sản xuất. Do thiếu tài chính, các nhà phát triển đã khởi động chiến dịch gọi vốn cộng đồng thông qua nền tảng HitHit vào ngày 7 tháng 9 năm 2021 với số tiền yêu cầu là 500.000 Koruna Séc. Chiến dịch gọi vốn cộng đồng đã kết thúc thành công vào ngày 7 tháng 10 năm 2021. Thu được 606.670 Koruna Séc. Ngày 7 tháng 2 năm 2022, nhà phát triển cho tung ra bản demo trong khi ngày phát hành được ấn định vào cuối mùa hè năm 2022. Nhà phát triển đã thông báo vào ngày 21 tháng 3 năm 2022 rằng trò chơi này hoàn toàn có thể tiếp cận được.

## Cốt truyện
Game lấy bối cảnh trong chiến dịch Hussite năm 1428 tại Silesia. Câu chuyện được kể lại qua góc nhìn của anh lính Hussite tráng kiện Hauptmann Hynek và Hiệp sĩ Cứu tế Lothar có số phận đan xen vào nhau. Câu hỏi đặt ra là liệu họ có còn là kẻ thù hay hợp lực để đối mặt với một mối đe dọa lớn hơn.